# Виноградов, Владимир Владимирович (хирург)
Владимир Владимирович Виноградов (январь 1920, Москва — 23 октября 1986, Москва) — советский хирург, доктор медицинских наук, профессор.
Заведующий кафедрой хирургии Московского Университета Дружбы Народов им. Патриса Лумумбе.

## Биография
Родился 24 января 1920 г. в семье учёного и врача, академика АМН СССР Владимира Никитича Виноградова, личного терапевта Сталина.
Когда началась война, Виноградов был студентом-медиком. В 1941 году окончил сокращённый в связи с войной курс 1-го Московского медицинского института им. И. М. Сеченова. Был распределён в Центральный институт переливания крови на должность научного сотрудника, где проработал до 1945 года, принимая активное участие в организации службы переливания крови в Советской Армии.
В 1942—1945 годах находился в действующей армии: выезжал на фронт, занимаясь вопросом заготовки донорской крови, организацией армейских станций переливания крови, изучением проблемы травматического шока в 5-й и 11-й армиях Западного и Белорусского фронтов. В феврале 1945 года он занимался санитарной эвакуацией при освобождении Пруссии, непосредственно участвуя в боевых действиях. За это был награждён орденом Красной Звезды.
В 1947 году досрочно защитил кандидатскую диссертацию на тему «Опыт переливания сыворотки при шоковых состояниях», в которой обобщён опыт, приобретённый на войне.
В 1952—1953 годах был репрессирован как сын академика В. Н. Виноградова, лечащего врача Сталина. Был выслан в отдалённый район Тюменской области, где работал хирургом в Центральной районной больнице.
В 1957 году защитил докторскую диссертацию на тему «Опухоли и кисты поджелудочной железы».
В 1959 году стажировался в Италии и Франции, где специализировался на хирургии печени, желчных путей, поджелудочной железы.
С 1960 года старший научный сотрудник Института хирургии имени А. В. Вишневского и одновременно научный руководитель хирургического отделения Центральной больницы Минздрава РСФСР.
В 1963 году на базе ГКБ № 64 была создана кафедра хирургии медицинского факультета Университета дружбы народов имени Патриса Лумумбы (сегодня РУДН), которую Виноградов возглавил и бессменно руководил ею до 1986 года.
Много занимался хирургией печени, желчных путей и поджелудочной железы. При нём развитие диагностики и хирургической техники при лечении этих заболевания стали основной научной тематикой кафедры и клинической практикой хирургического профиля ГКБ № 64, а отдельные направления были созданы практически с нуля. Именно Виноградов впервые в СССР начал применять в этой области методы лапароскопии, а также операционную диагностику патологических изменений желчных протоков.
Одним из направлений научной и практической работы под руководством Виноградова стали разработки тактики лечения больных с механической желтухой как доброкачественной, так и злокачественной этиологии. Накопленный большой клинический материал позволил сформулировать основные рекомендации по лечению этих больных для практической медицины.
Много внимания было уделено вопросам диагностики и тактике лечения заболеваний поджелудочной железы. Так, для лечения острого панкреатита была проведена большая работа по внедрению в клиническую практику метода местной желудочной гипотермии, а для диагностики опухолевых процессов в ткани поджелудочной железы была разработана методика контрастирования её сосудов — целиакография.
В течение многих лет был членом правления Всесоюзного общества гастроэнтерологов и председателем ревизионной комиссии хирургического общества России и Москвы. Он был избран действительным членом Международного общества хирургов, членом-корреспондентом Международного общества хирургов-гастроэнтерологов, почётным членом Общества хирургов Лигурии (Италия).
Под руководством Виноградова защищены 41 кандидатская и 19 докторских диссертаций. Среди них работы, имеющие до сегодняшнего дня большое практическое значение в хирургии.
Умер 23 октября 1986. Похоронен на Новодевичьем кладбище в Москве (участок 3).

## Память
- В мае 2017 года имя В. В. Виноградова присвоено Городской клинической больнице № 64 г. Москвы.. С 2000 года в больнице ежегодно проводят Виноградовские чтения, посвящённые хирургии брюшной полости.
- Имя носит Университетск клинический центр им. В. В. Виноградова Медицинского института РУДН.